# Posadaea
Posadaea es un género con una especie, Posadaea sphaerocarpa Cogn., de plantas con flores perteneciente a la familia Cucurbitaceae. 